# Федоров Петро Петрович
Петро Петрович Федоров  (рос. Пётр Петрович Фёдоров; * 21 квітня 1982, Москва, РРФСР, СРСР) — російський актор театру та кіно, режисер, сценарист.
Фігурант бази «Миротворець».

## Ролі в кіно
1. 2005 — Чоловічий сезон: Оксамитова революція
2. 2005 — Взяти Тарантіно
3. 2008 — Залюднений Острів (фільм, 2008)
4. 2009 — Росія 88
5. 2010 — Фобос. Клуб страху
6. 2011 — Ялинки 2
7. 2011 — Фантом (фільм, 2011)
8. 2012 — Мами (фільм)
9. 2013 — Сталінград (фільм, 2013)
10. 2013 — Ялинки 3
11. 2015 — Територія
12. 2016 — Дуелянт
13. 2016 — Криголам